# توما کارجیو
توما کارجیو (رومانیایی: Toma Caragiu؛ ‏ ۲۱ اوت ۱۹۲۵ – ۴ مارس ۱۹۷۷) بازیگر اهل رومانی بود.
از فیلم‌هایی که وی در آن نقش داشته‌است، می‌توان به انفجار، یاغی‌ها، گرز سه نشان، نمایش افتتاحیه و مانع اشاره کرد.